# Ancien quartier général de l'armée
L'ancien quartier général de l'armée (en hongrois : Volt Honvéd Főparancsnokság) est un édifice public situé dans le 1er arrondissement de Budapest, en Hongrie.

## Situation
L'immeuble s'élève au nord de la place Saint-Georges, dans le quartier du Château, près du siège officiel du Premier ministre et du palais Sándor.

## Histoire
Construit en 1895, le bâtiment est fortement endommagé pendant la siège de Budapest en 1945, mais pas de façon irrémédiable. Toute sa structure supérieure est cependant démolie à partir de 1962 et le bâtiment se trouve réduit au rez-de-chaussée et au premier étage.
Dans le cadre du projet Hauszmann, lancé par le gouvernement en 2015, qui vise à redonner au centre historique de la ville son aspect d'origine, le bâtiment fait l'objet d'une reconstruction à l'identique et devrait abriter le musée d'histoire militaire à partir de 2026.